# Arsenit
Els arsenits són els òxids d'arsènic que tenen un estat d'oxidació de III+. Rarament apareixen espontàniament a la natura. Tanmateix, es poden produir per síntesi i normalment s'usen industrialment com plaguicides. Històricament han tingut un paper important com pigments verd-blau per la pintura, com el verd de París o el verd de Scheele abans de ser substituïts per compostos menys tòxics.

## Descripció
Els arsenits són compostos químics que contenen un oxoanió arsènic on l'arsènic té un estat d'oxidació +3. IUPAC recomana que els compostos arsenits rebin el nom d'arsenat(III), per exemple orto-arsenit s'anomena trioxidoarsenat(III).
Existeixen 2 àcids arseniosos: l'àcid orto-arseniós i l'àcid meta-arseniós.
Ions arsenit:
- ió dihidrogenoorto-arsenit o dihidrogenoarsenit: H₂AsO₃-
- ió hidrogenoorto-arsenit o hidrogenoarsenit: HAsO₃2-
- ió arsenit: AsO₃3-
- ió meta-arsenit: AsO₂-

## Jaciments naturals
Localitzacions conegudes de minerals amb arsenit:
- Al complex skarn de manganès a Långban (Suècia
- als substrats polimetàl·lics de Tsumeb a Namíbia.

Els radicals més correntment observats són: 
- l'anió AsO₃3- present per exemple a la reinerita (Zn₃(AsO₃)₂).

S'ha observat un anió de diarsenit a la leiteita (Zn[As₂O₄]) et a la paulmooreita Pb[As₂O₅].
Existeixen arsenits més complexos per exemple a la schneiderhöhnita Fe2+Fe3+₃[As₅O13] i la ludlockita PbFe3+₄As10O22 ·  · .

## Toxicitat
Els arsenits són verins pels animals i els humans i per a la majoria de les plantes.

Per les poques plantes que se sap que són tolerants a l'arsènic, l'arsenit és menys perillós que l'arseniat.

## = Bibliografia
=
- Fiches internationales de sécurité chimique 1213 Arxivat 2016-03-04 a Wayback Machine. - Arsénite de potassium (Métaarsénite de potassium. Arsonate de potassium KAsO2...) avis du comité de révision du PISSC
- Fiches internationales de sécurité chimique 1211 Arxivat 2011-02-18 a Wayback Machine. - Arsénite de cuivre (Orthoarsénite de cuivre. Arsonate de cuivre AsHO3Cu ..).
- Fiches internationales de sécurité chimique 1241 Arxivat 2016-03-04 a Wayback Machine. - Arsénite ferrique Pentahydrate (As2Fe2O6.Fe2O3.5H2O).
- (anglès) Quéméneur M, Cébron A, Billard P, Battaglia-Brunet F, Garrido F, Leyval C, Joulian C. (2010), Population structure and abundance of arsenite-oxidizing bacteria along an arsenic pollution gradient in waters of the upper Isle River Basin, France.; Appl Environ Microbiol. 2010 Jul; 76(13):4566-70. Epub 2010 May 7.